# Лощинный
Лощи́нный — посёлок в Энгельсском районе Саратовской области России. Входит в состав Новопушкинского муниципального образования (сельского поселения).

## География
Находится в 16 км от районного центра — города Энгельса по трассе Р236. Ближайшая станция — Лебедево.

## История
Посёлок образовался при 2-м отделении совхоза им. Карла Маркса. Поселение было небольшим — дома с соломенными крышами, бараки, одна изба-читальня. Изменилась жизнь посёлка после того, как рядом с ним, началось строительство крупной птицефабрики в 1964 году. «Птицефабрика имени Карла Маркса» (Птицесовхоз им. К. Маркса) начала свою деятельность в 1965 году.
Школы своей в посёлке не было и детей возили учится за 5 км в соседний посёлок им. Карла Маркса. С началом деятельности птицефабрики началось развитие Лощинного. В 1964 году открылась начальная школа, а спустя 4 года, в двухэтажном здании — 8-ми летняя.
В 1977 — открыт «Детский сад». В 1984 году было построено новое двухэтажное здание для школы на улице Коммунистической, в котором она располагается и в настоящее время.
В 1984 году посёлок 2-го отделения совхоза им. Карла Маркса был переименован в посёлок Лощинный.
В посёлке имеются: школа, детский сад, дом культуры, почта. Главным предприятием посёлка остаётся — птицефабрика, на восточной окраине.

## Население
| 2002 | 2010  |
| ---- | ----- |
| 1213 | ↘1155 |

## Достопримечательности
В центре Лощинного установлен памятник «Живые помнят Вас» посвященный не вернувшимся односельчанам с Великой Отечественной войны. Не вернулось с войны в Лощинный 8 человек. С обеих сторон от памятника — клумбы в виде пятиконечных звёзд.
Недалеко от основной школы — пруд водохранилище с живописным видом на степные просторы за посёлком.

## Улицы
Улицы посёлка Лощинный
- ул. Ветеранов
- ул. Дачная
- ул. Комсомольская
- ул. Красная
- ул. Ленина
- ул. Новая
- ул. Щорса

## Фотогалерея

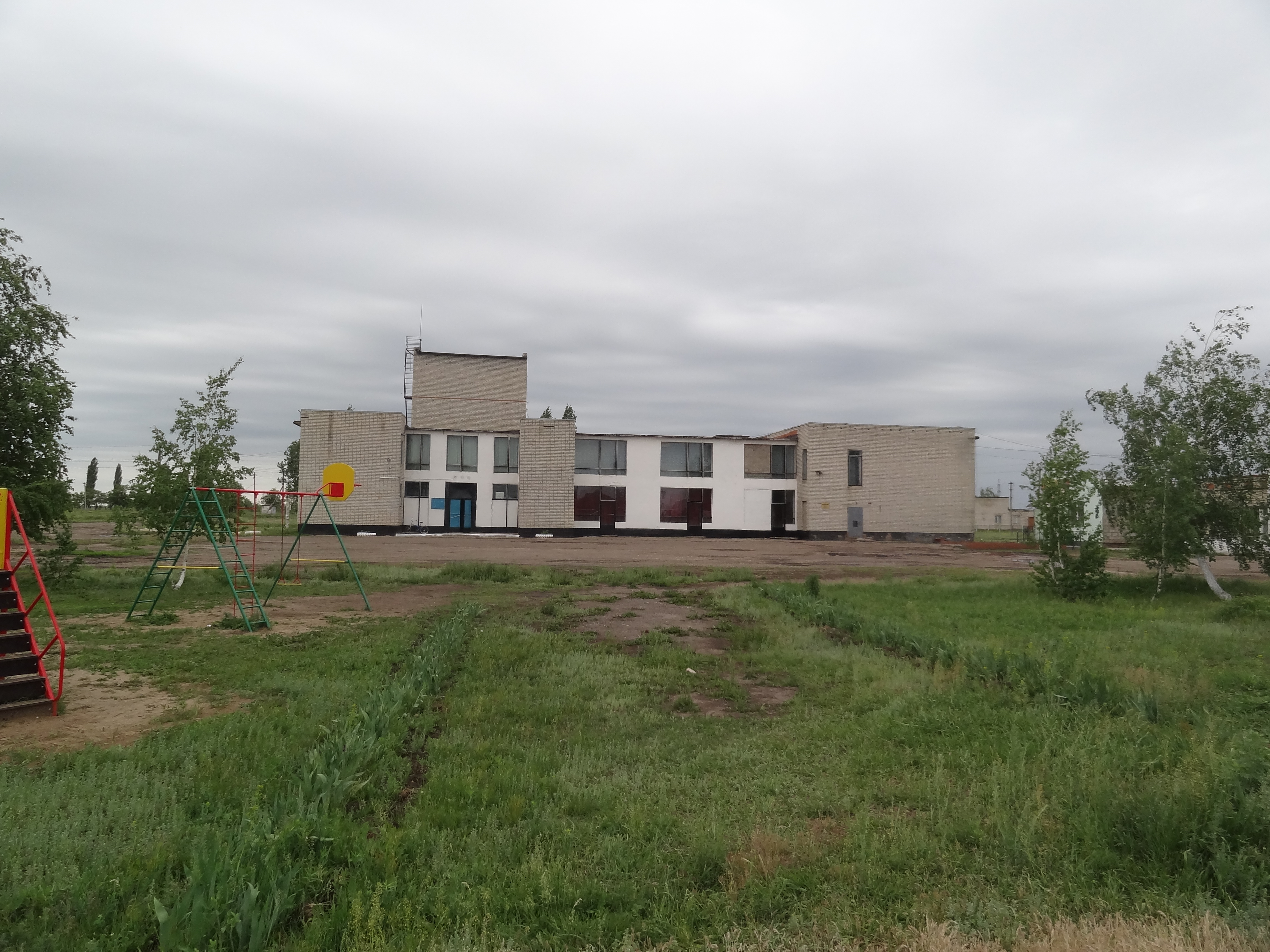
Дом Культуры
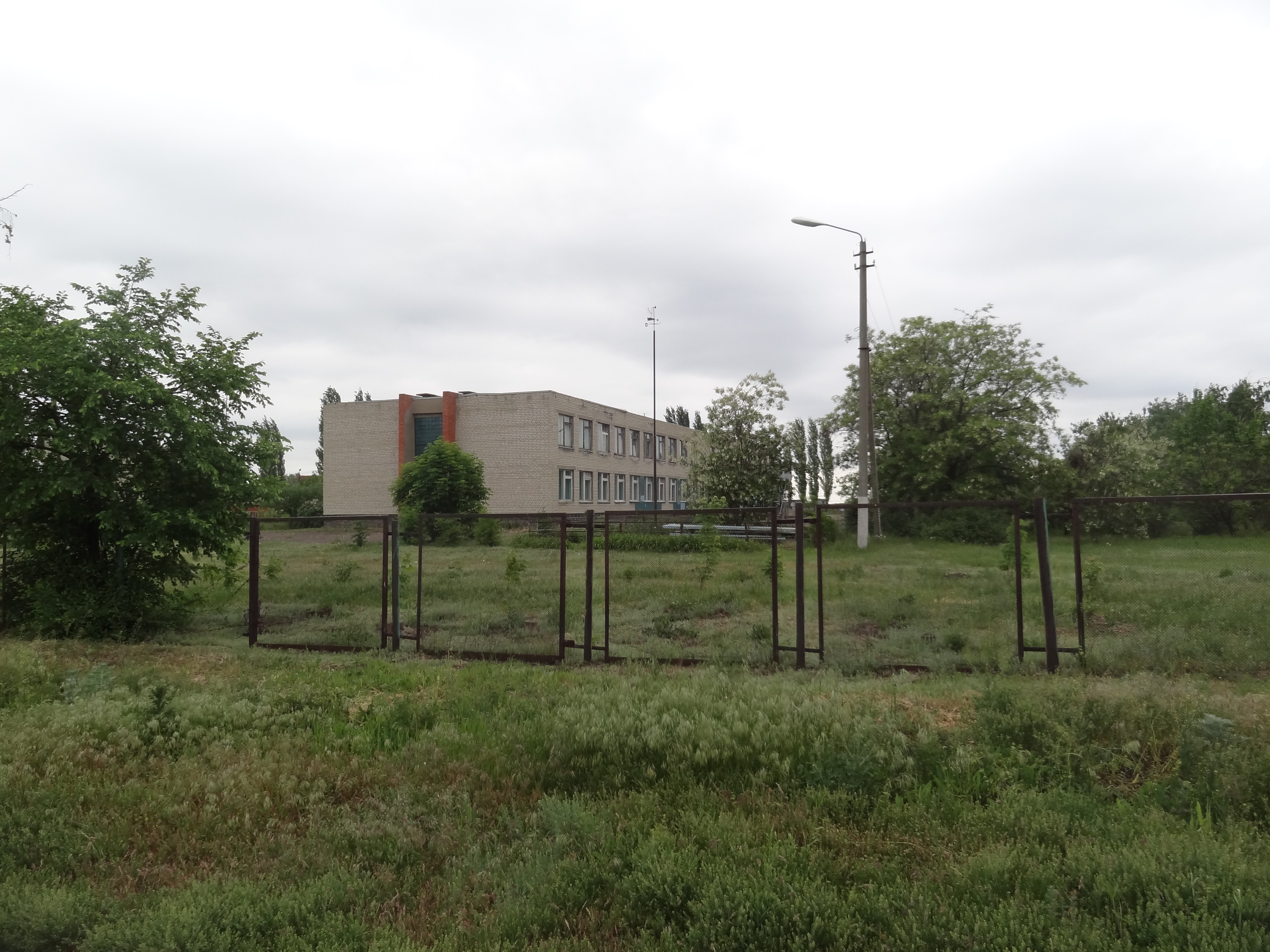
Основная школа
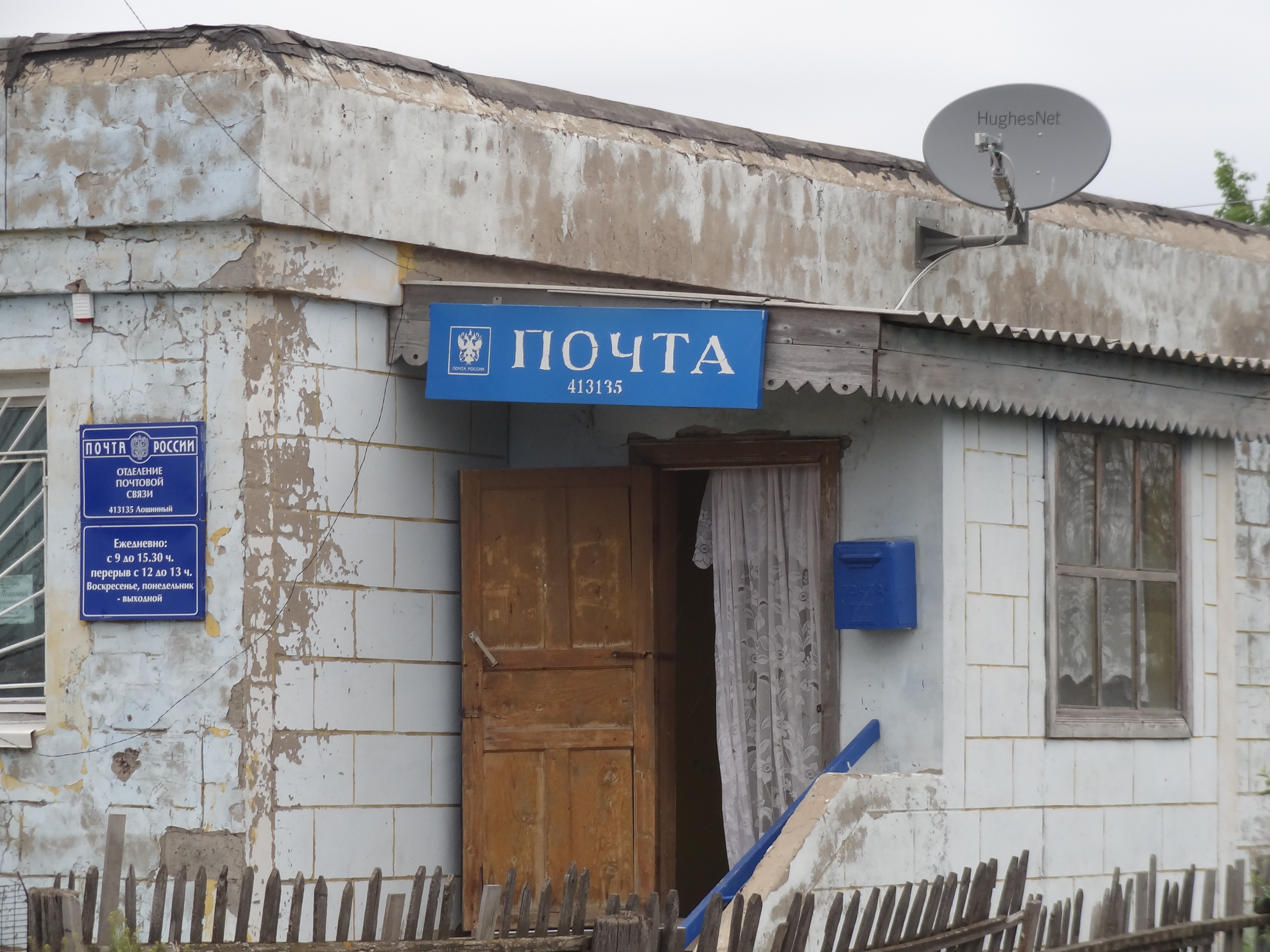
Почтовое отделение
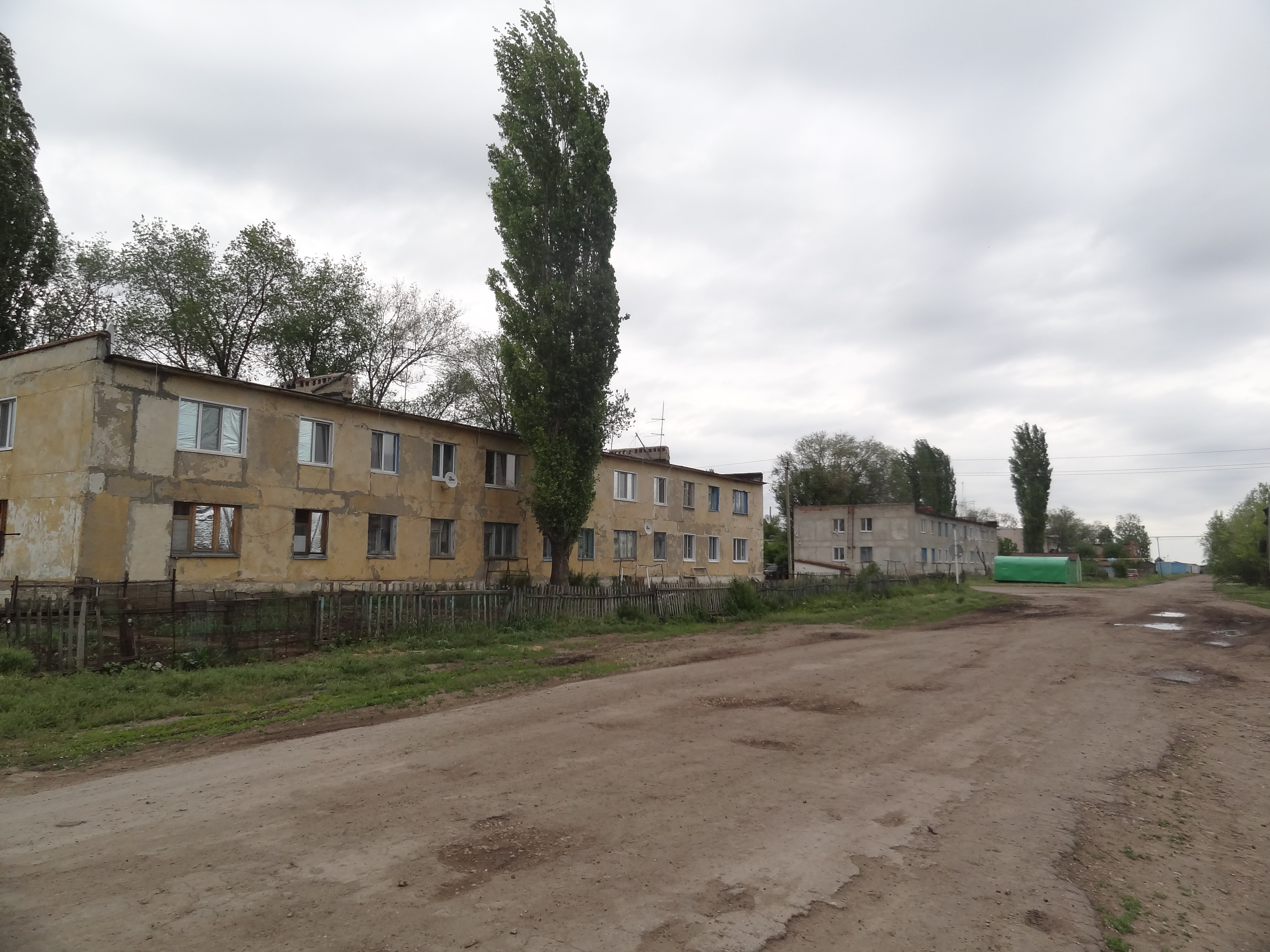
Двухэтажные дома в центральной части посёлка
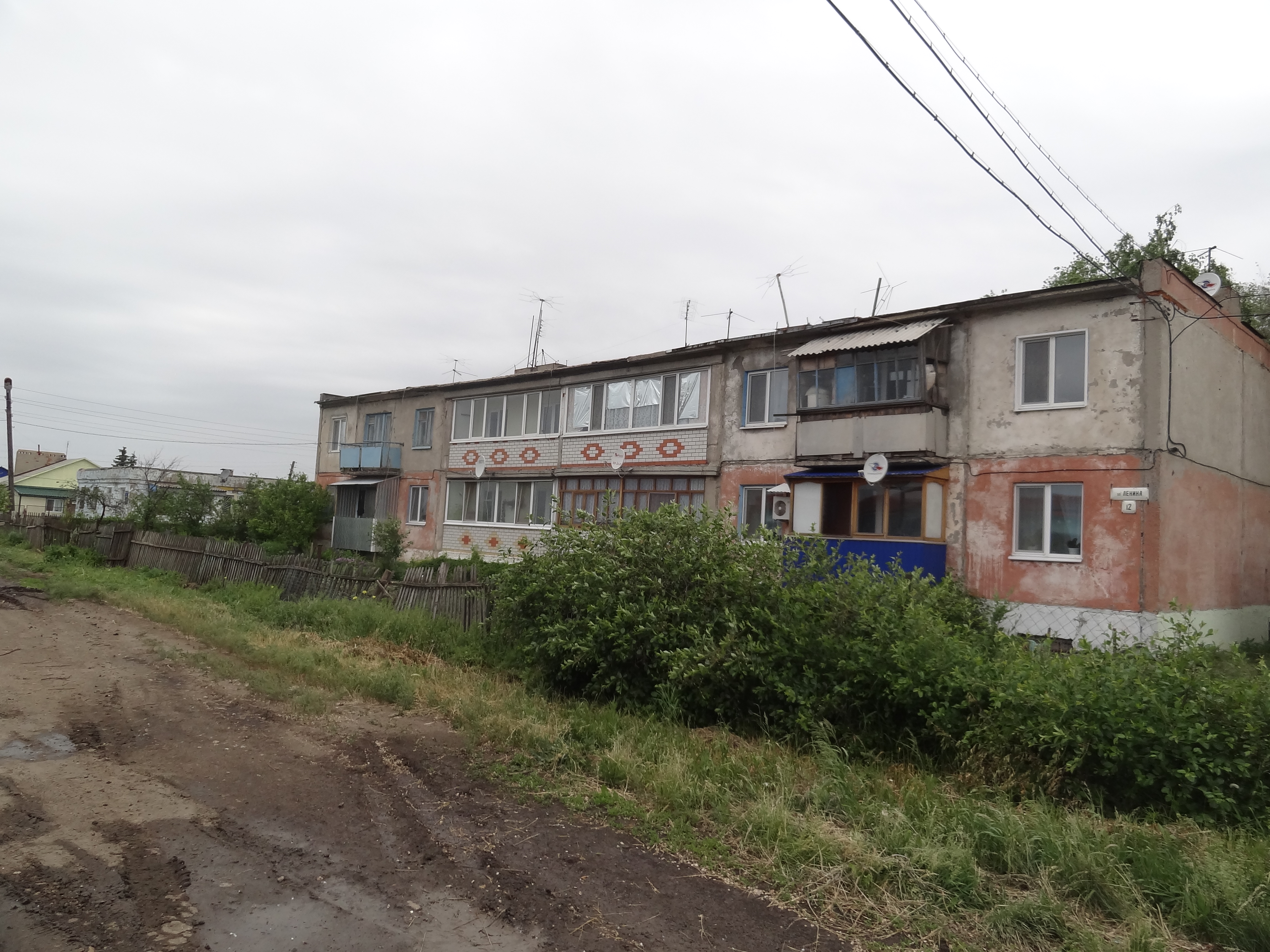
Улица Ленина
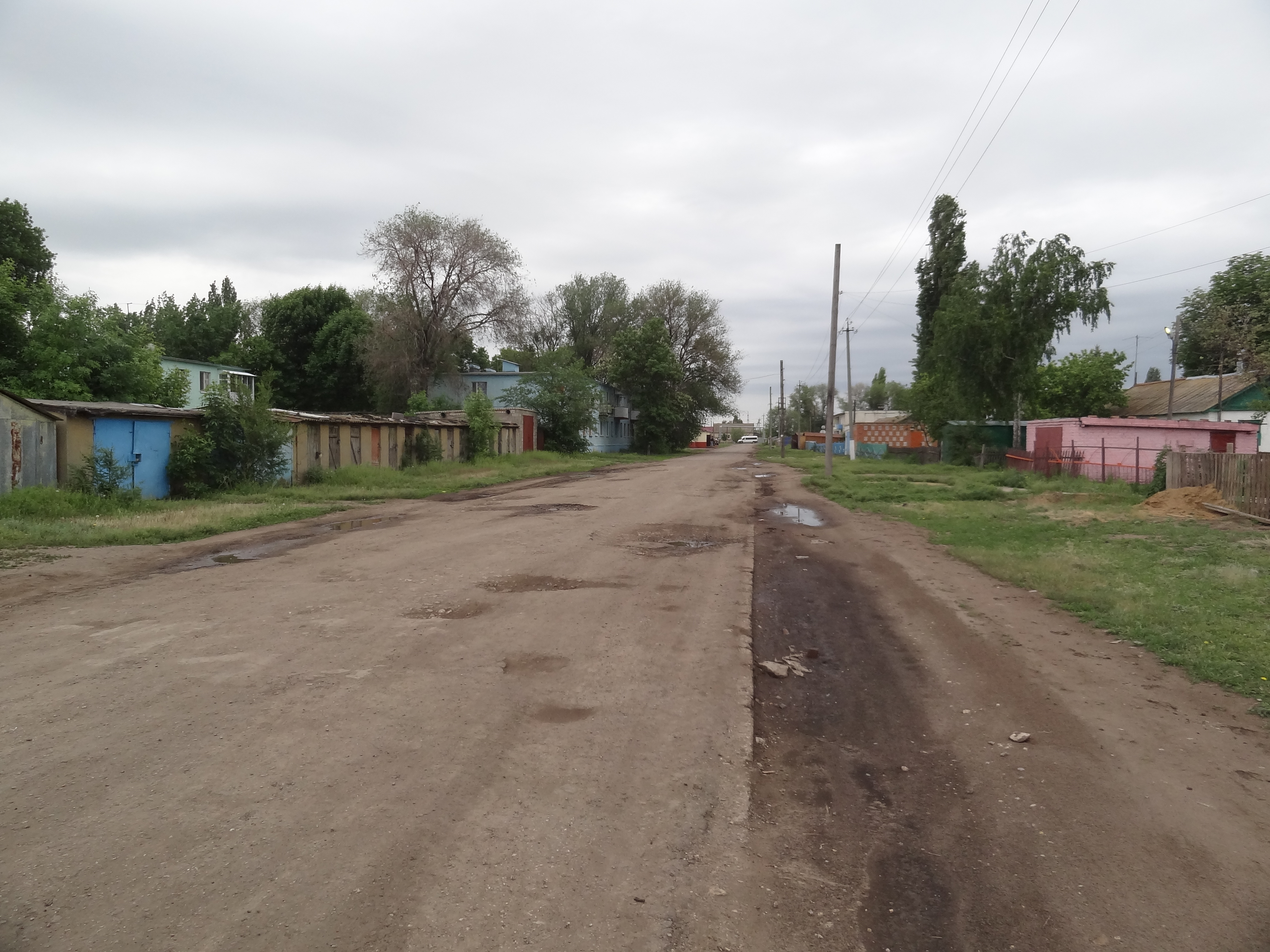
Одна из главных улиц посёлка
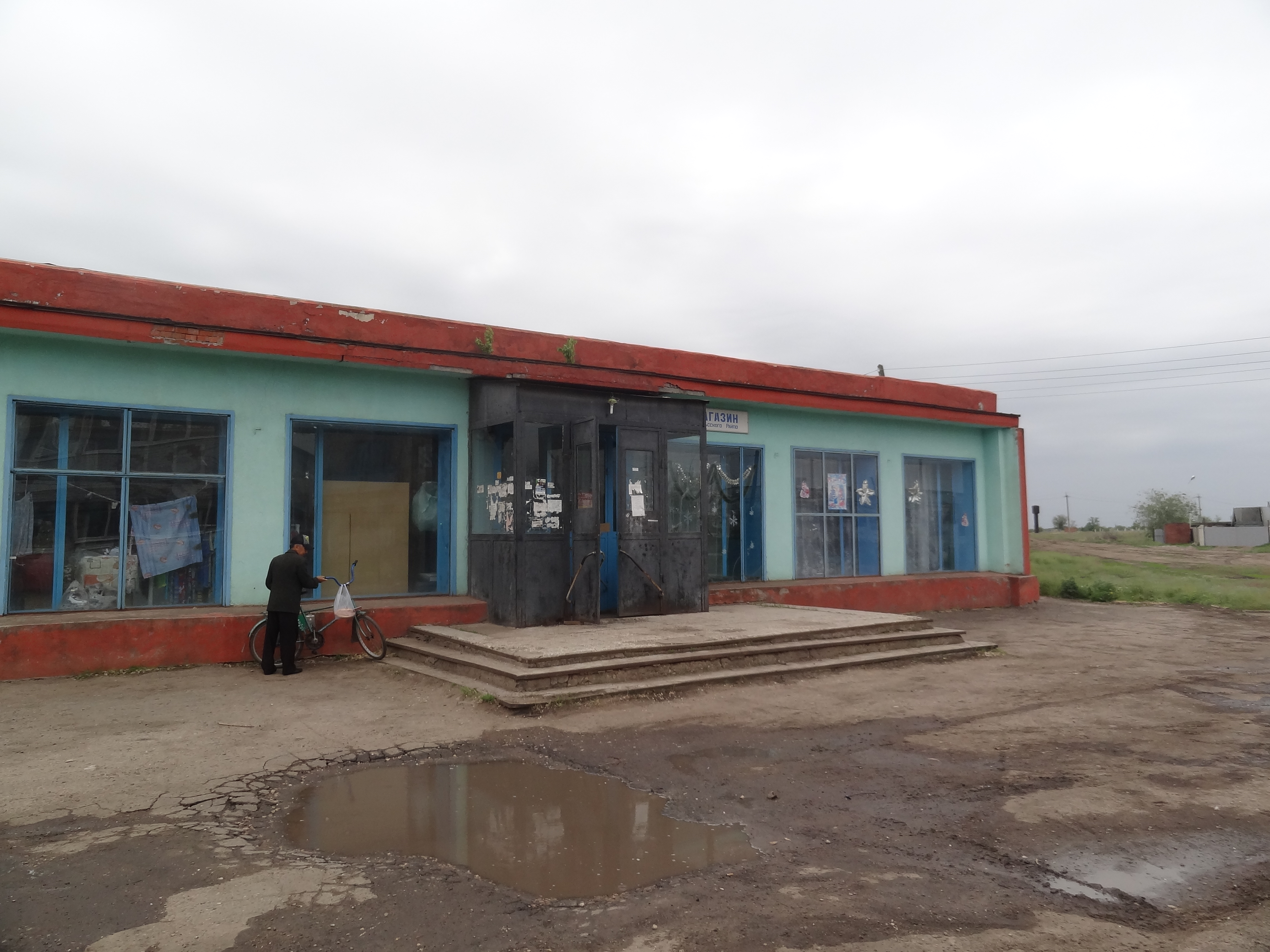
Продуктовый магазин
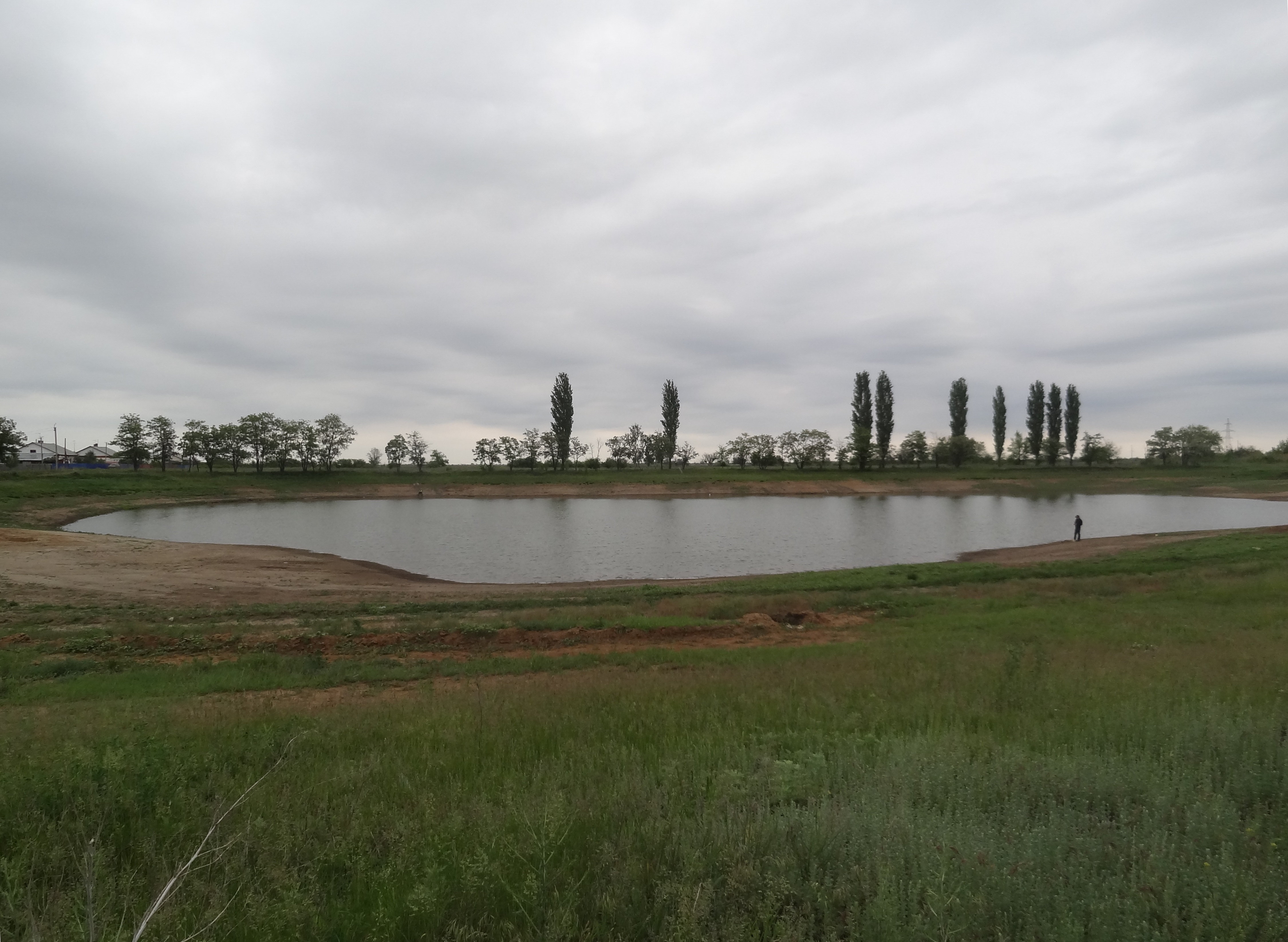
Водохранилище у посёлка
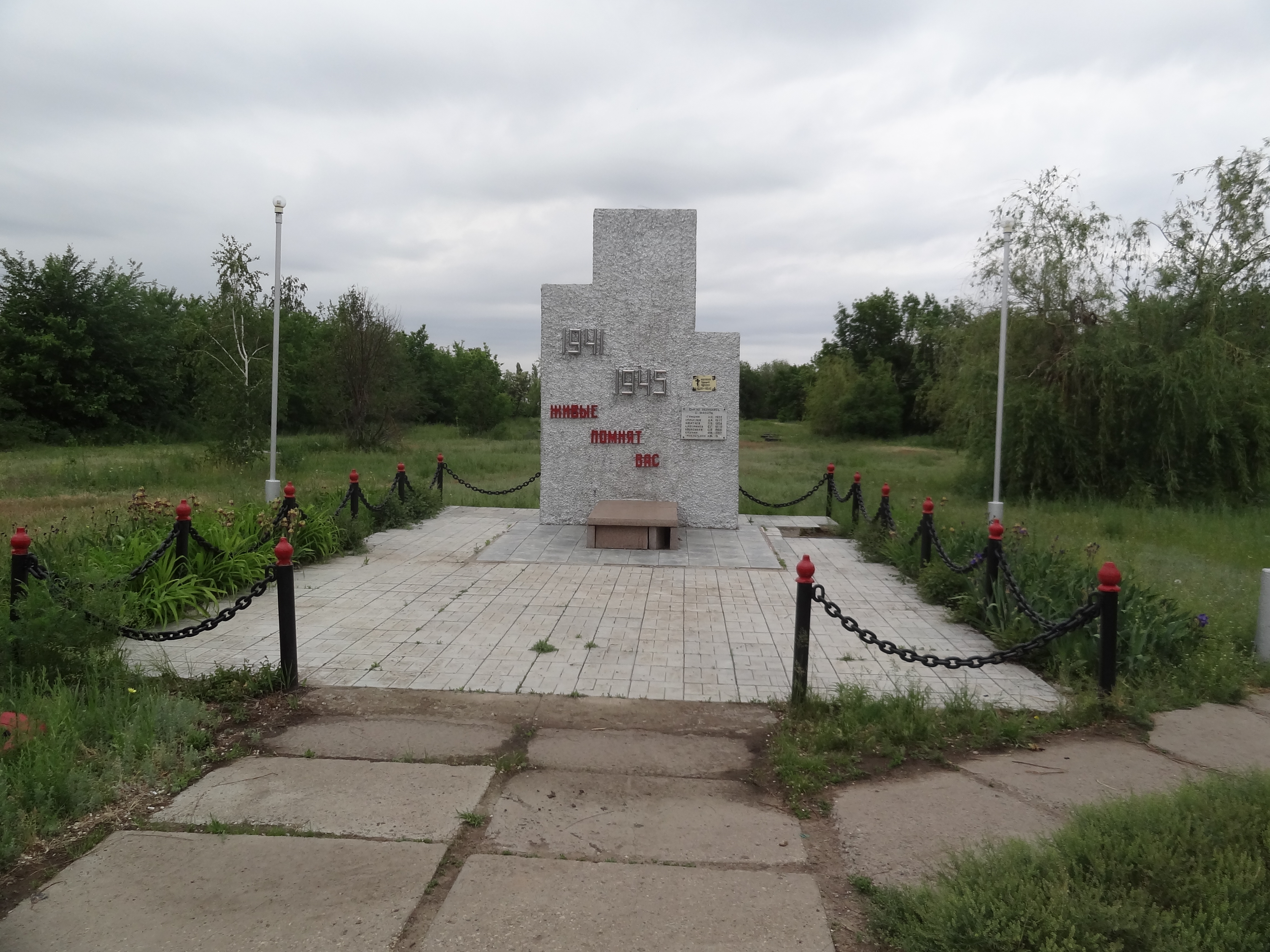
Памятник «Живые помнят Вас»